# Hongrie au Concours Eurovision de la chanson 2017
La Hongrie est l'un des quarante-deux pays participants du Concours Eurovision de la chanson 2017, qui se déroule à Kiev en Ukraine. Le pays est représenté par Joci Pápai et sa chanson Origo, sélectionné via A Dal 2017. Lors de la finale, la Hongrie se classe 8e avec 200 points.

## Sélection
Le diffuseur hongrois confirme sa participation le 7 mai 2016 et annonce par la même occasion l'utilisation de l'émission A Dal comme sélection, comme chaque année depuis 2012.

### Format
L'édition 2017 est la sixième édition du format. Comme les années précédentes, trente chansons concourent durant la sélection, qui se déroule en trois phases. Trois auditions proposent dix chansons chacune dont six qualifiés sortent à chaque fois. Deux demi-finales proposent neuf chansons chacune dont seulement quatre se qualifient pour la finale, qui sélectionne le (la) représentant(e) hongrois(e) à l'Eurovision.
Initialement, les six shows devaient avoir lieu sur six semaines consécutives, le samedi, du 14 janvier au 18 février. Cependant, le tragique accident d'un bus hongrois en Italie le 20 janvier entraîne un deuil national dans le pays, et le planning de la sélection est perturbé. L'audition prévue le 21 janvier est donc reportée au 4 février — celle du 28 janvier ne changea pas de date —, et la demi-finale prévue le 4 février est reprogrammée au 10. 

### Chansons
Trente artistes et chansons concourent à cette sélection. Parmi les candidats notables se trouvent notamment András Kállay-Saunders — qui a représenté la Hongrie au Concours 2014 — et son groupe, ainsi que Ádám Szabó, Zoltán Mujahid et Spoon, tous trois finalistes de A Dal 2015.
- Chanson retirée
- Chanson sélectionné après un retrait

| Artiste                         | Chanson           |
| ------------------------------- | ----------------- |
| Ádám Szabó                      | Together          |
| Andi Tóth                       | I've Got a Fire   |
| AnnaElza feat. Júli Kása        | Jártam            |
| Benjámin Pál                    | Father's Eyes     |
| Benji                           | Karcok            |
| Calidora                        | Glory             |
| Chase                           | Dust In the Wind  |
| Dávid Henderson                 | White Shadows     |
| Enikő Muri                      | Jericho           |
| Gigi Radics                     | See It Through    |
| Gina Kanizsa                    | Fall Like Rain    |
| Jetlag                          | Keresem a bajt    |
| Joci Pápai                      | Origo             |
| Kállay Saunders Band            | 17                |
| Kata Csondor                    | Create            |
| KYRA Fedor                      | Got to Be a Day   |
| Leander Kills                   | Élet              |
| Mrs Columbo                     | Frozen King       |
| Orsi Sapszon                    | Hunyd le szemed   |
| Peet Project                    | Kill Your Monster |
| Peter Kovary & The Royal Rebels | It's a Riot       |
| Rocktenors                      | Ősz               |
| Roma Soul                       | Nyitva a ház      |
| Soulwave                        | Kalandor          |
| Spoon 21                        | Deák              |
| Szabyest                        | Szerelem kell     |
| The Couple                      | Vége van          |
| The Wings                       | Mint a hurrikán!  |
| TOTOVA                          | Hosszú idők       |
| Viki Singh                      | Rain              |
| Zävodi + Olivér Berkes          | #háttérzaj        |
| Zoltán Mujahid                  | On My Own         |

### Émissions

#### Auditions
Les auditions ont lieu les 14 et 28 janvier ainsi que le 4 février 2017. Dix chansons participent dans chacune d'entre elles, et chaque fois, six accèdent aux demi-finales. Les chansons qualifiées sont choisies en deux temps. Tout d'abord, le jury et le public attribuent une note sur dix à chaque chanson. Au terme de la procédure, les cinq premiers du classement sont qualifiés. Ensuite, les cinq autres chansons sont soumises à un vote du public seul, au terme duquel une sixième chanson est qualifiée.
- Qualifiés par le jury et le télévote
- Qualifié par le télévote seul

##### Audition 1
| Ordre | Artiste         | Chanson         | K. Frenreisz | Caramel | Zséda | M. Both | Télévote | Total | Place |
| ----- | --------------- | --------------- | ------------ | ------- | ----- | ------- | -------- | ----- | ----- |
| 1     | Dávid Henderson | White Shadows   | 8            | 9       | 8     | 7       | 5        | 37    | 5     |
| 2     | Leander Kills   | Élet            | 8            | 9       | 8     | 9       | 6        | 40    | 1     |
| 3     | Calidora        | Glory           | 5            | 7       | 7     | 6       | 5        | 30    | 10    |
| 4     | the wiNgs       | Mint a hurrikán | 7            | 7       | 7     | 6       | 5        | 32    | 8     |
| 5     | Viki Singh      | Rain            | 8            | 9       | 9     | 7       | 6        | 39    | 3     |
| 6     | Spoon 21        | Deák            | 8            | 9       | 9     | 7       | 6        | 39    | 3     |
| 7     | Kata Csondor    | Create          | 6            | 6       | 7     | 7       | 6        | 32    | 8     |
| 8     | Benji           | Karcok          | 7            | 9       | 8     | 6       | 6        | 36    | 6     |
| 9     | Rocktenors      | Ősz             | 7            | 7       | 7     | 6       | 6        | 33    | 7     |
| 10    | Roma Soul       | Nyitva a ház    | 8            | 9       | 8     | 9       | 6        | 40    | 1     |

##### Audition 2
| Ordre | Artiste                         | Chanson           | K. Frenreisz | Caramel | Zséda | M. Both | Télévote | Total | Place |
| ----- | ------------------------------- | ----------------- | ------------ | ------- | ----- | ------- | -------- | ----- | ----- |
| 1     | Peet Project                    | Kill Your Monster | 8            | 9       | 9     | 6       | 6        | 40    | 3     |
| 2     | Andi Tóth                       | I've got a Fire   | 7            | 8       | 7     | 6       | 6        | 34    | 9     |
| 3     | AnnaElza ft. Juli Kása          | Jártam            | 6            | 8       | 7     | 8       | 5        | 34    | 9     |
| 4     | Chase                           | Dust in the Wind  | 8            | 9       | 9     | 7       | 6        | 39    | 4     |
| 5     | Mrs. Columbo                    | Frozen King       | 8            | 8       | 8     | 8       | 6        | 38    | 5     |
| 6     | Kállay-Saunders Band            | 17                | 9            | 9       | 9     | 8       | 7        | 42    | 1     |
| 7     | Zoltán Mujahid                  | On My Own         | 7            | 8       | 8     | 6       | 7        | 36    | 7     |
| 8     | Peter Kovary & The Royal Rebels | It's a Riot       | 8            | 8       | 7     | 7       | 6        | 36    | 7     |
| 9     | Gina Kanizsa                    | Fall Like Rain    | 9            | 10      | 9     | 9       | 5        | 42    | 1     |
| 10    | Ádám Szabó                      | Together          | 7            | 8       | 8     | 7       | 8        | 38    | 5     |

##### Audition 3
| Ordre | Artiste                | Chanson           | K. Frenreisz | Caramel | Zséda | M. Both | Télévote | Total | Place |
| ----- | ---------------------- | ----------------- | ------------ | ------- | ----- | ------- | -------- | ----- | ----- |
| 1     | KYRA                   | Got To Be A Day   | 8            | 7       | 7     | 6       | 6        | 34    | 9     |
| 2     | Zävodi & Olivér Berkes | #hattérzáj        | 9            | 9       | 9     | 9       | 5        | 41    | 2     |
| 3     | TOTOVA                 | Hosszú idők       | 8            | 9       | 9     | 8       | 7        | 41    | 2     |
| 4     | Orsi Sapszon           | Hunyd le a szemed | 8            | 8       | 8     | 8       | 5        | 37    | 6     |
| 5     | Soulwave               | Kalandor          | 6            | 7       | 8     | 6       | 7        | 34    | 9     |
| 6     | The Couple             | Vége van          | 8            | 8       | 8     | 9       | 5        | 38    | 5     |
| 7     | Enikő Muri             | Jericho           | 7            | 8       | 8     | 7       | 6        | 36    | 8     |
| 8     | Benjámin Pál           | Father’s Eyes     | 8            | 8       | 8     | 6       | 7        | 37    | 6     |
| 9     | Gigi Radics            | See It Through    | 9            | 10      | 9     | 8       | 7        | 43    | 1     |
| 10    | Joci Pápai             | Origo             | 8            | 10      | 9     | 8       | 6        | 41    | 2     |

#### Demi-finales
Les demi-finales ont lieu les 10 et 11 février. Neuf chansons participent dans chacune d'entre elles, et chaque fois, quatre accèdent à la finale.
De façon similaire aux auditions, les qualifiés sont choisis en deux temps. Les trois premiers qualifiés sont les trois mieux classés après l'attribution des notes du jury et du public. Les six restantes sont soumises ensuite au télévote afin de désigner le quatrième finaliste.
- Qualifiés par le jury et le télévote
- Qualifié par le télévote seul

##### Première demi-finale
| Ordre | Artiste         | Chanson          | K. Frenreisz | Caramel | Zséda | M. Both | Télévote | Total | Place |
| ----- | --------------- | ---------------- | ------------ | ------- | ----- | ------- | -------- | ----- | ----- |
| 1     | Soulwave        | Kalandor         | 7            | 8       | 8     | 7       | 7        | 37    | 5     |
| 2     | Viki Singh      | Rain             | 9            | 8       | 8     | 7       | 6        | 38    | 4     |
| 3     | Chase           | Dust in the Wind | 8            | 8       | 8     | 7       | 6        | 37    | 5     |
| 4     | The Couple      | Vége van         | 7            | 8       | 7     | 9       | 5        | 36    | 9     |
| 5     | Spoon 21        | Deák             | 8            | 8       | 8     | 7       | 6        | 37    | 5     |
| 6     | Gigi Radics     | See It Through   | 9            | 9       | 9     | 8       | 7        | 42    | 3     |
| 7     | Dávid Henderson | White Shadows    | 8            | 8       | 7     | 8       | 6        | 37    | 5     |
| 8     | Joci Pápai      | Origo            | 9            | 10      | 10    | 9       | 7        | 45    | 1     |
| 9     | Gina Kanizsa    | Fall Like Rain   | 10           | 10      | 10    | 10      | 5        | 45    | 1     |

##### Deuxième demi-finale
| Ordre | Artiste                | Chanson           | K. Frenreisz | Caramel | Zséda | M. Both | Télévote | Total | Place |
| ----- | ---------------------- | ----------------- | ------------ | ------- | ----- | ------- | -------- | ----- | ----- |
| 1     | Ádám Szabó             | Together          | 7            | 8       | 8     | 7       | 7        | 37    | 7     |
| 2     | Mrs. Columbo           | Frozen King       | 7            | 8       | 8     | 8       | 6        | 37    | 7     |
| 3     | Roma Soul              | Nyitva a ház      | 7            | 9       | 8     | 8       | 6        | 38    | 5     |
| 4     | Peet Project           | Kill Your Monster | 8            | 8       | 9     | 7       | 6        | 38    | 5     |
| 5     | Kállay-Saunders Band   | 17                | 9            | 9       | 9     | 8       | 7        | 42    | 4     |
| 6     | Zävodi & Olivér Berkes | #hattérzáj        | 10           | 10      | 9     | 9       | 5        | 43    | 3     |
| 7     | Leander Kills          | Élet              | 9            | 9       | 10    | 9       | 6        | 43    | 3     |
| 8     | TOTOVA                 | Hosszú idők       | 9            | 9       | 10    | 9       | 7        | 44    | 1     |
| 9     | Benji                  | Karcok            | 7            | 8       | 7     | 6       | 5        | 33    | 9     |

#### Finale
La finale se déroule le 18 février 2017. Huit artistes y participent. Dans un premier temps, les jurys attribuent 4, 6, 8 et 10 points à leurs quatre favoris. Une fois les notes additionnées, les quatre meilleurs sont soumis à un vote du public pour désigner le vainqueur.
- Chansons qualifiées pour le second tour de vote
- Chanson gagnante

| Ordre | Artiste                | Chanson        | Vote des jurys | Vote des jurys | Vote des jurys | Vote des jurys | Vote des jurys | Vote des jurys | Public |
| Ordre | Artiste                | Chanson        | K. Frenreisz   | Caramel        | Zséda          | M. Both        | Total          | Place          | Public |
| ----- | ---------------------- | -------------- | -------------- | -------------- | -------------- | -------------- | -------------- | -------------- | ------ |
| 1     | TOTOVA                 | Hosszú idők    | —              | 4              | 4              | 4              | 12             | 5              | —      |
| 2     | Soulwave               | Kalandor       | —              | —              | —              | —              | 0              | 7              | —      |
| 3     | Gigi Radics            | See It Through | —              | 6              | 8              | —              | 14             | 3              |        |
| 4     | Kállay-Saunders Band   | 17             | —              | —              | —              | —              | 0              | 7              | —      |
| 5     | Leander Kills          | Élet           | 8              | —              | —              | —              | 8              | 6              | —      |
| 6     | Zävodi & Olivér Berkes | #hattérzáj     | 10             | 8              | 6              | 6              | 30             | 2              |        |
| 7     | Joci Pápai             | Origo          | 6              | 10             | 10             | 8              | 34             | 1              | 1      |
| 8     | Gina Kanizsa           | Fall Like Rain | 4              | —              | —              | 10             | 14             | 3              |        |

Cette saison de A Dal est finalement remportée par Joci Pápai, qui représentera donc la Hongrie avec sa chanson Origo.

## À l'Eurovision
La Hongrie participe à la deuxième demi-finale qui, le 11 mai 2017. Arrivé 2e avec 231 points, le pays se qualifie pour la finale du 13 mai 2017, où il termine 8e avec 200 points.